# Synalpheus
Synalpheus là một chi thuộc Họ Tôm gõ mõ. Chi này có hơn 100 loài, với các loài mới đang thường xuyên được mô tả, số loài chính xác của chi này đang tranh cãi, chi Zuzalpheus đã được thiết lập cho S. gambarelloides, S. brooksi, và các loài có quan hệ gần nhất với chúng, which contain several notably eusocial species. 
Các loài trong chi này có hành vi và lối sống xã hội được nhận diện. Ví dụ như loài tôm gõ mõ Synalpheus regalis sống thành các bầy lớn trong các quần thể bọt biển với số lượng thành viên có thể lên tới 300 con. Mẹ chung của tất cả chúng là một con "tôm chúa" và rất có thể chúng cũng chỉ có một cha chung. Thần dân của bầy đàn được phân ra làm "tôm thợ" với nhiệm vụ chăm sóc tôm non và "tôm lính" - phần lớn là tôm đực - với nhiệm vụ bảo vệ bầy bằng "khẩu súng" to lớn đặc trưng của dòng họ. Cho đến nay chỉ có một số loài được miêu tả là có lối sống xã hội, tuy nhiên nhiều học giả tin rằng có thể nhiều loài khác trong chi này cũng có lối sống tương tự mà chưa được biết đến.

## Các loài
Synalpheus có các loài sau:
- Synalpheus agelas Pequegnat & Heard, 1979
- Synalpheus albatrossi Coutière, 1909
- Synalpheus amabilis De Man, 1910
- Synalpheus anasimus Chace, 1972
- Synalpheus anceps Banner, 1956
- Synalpheus ancistrorhynchus De Man, 1909
- Synalpheus androsi Coutière, 1909
- Synalpheus antenor De Man, 1910
- Synalpheus apioceros Coutière, 1909
- Synalpheus arostris Wicksten, 1989
- Synalpheus bannerorum Abele, 1975
- Synalpheus barahonensis Armstrong, 1949
- Synalpheus belizensis Anker & Tóth, 2008
- Synalpheus bispinosus De Man, 1910
- Synalpheus bituberculatus De Man, 1910
- Synalpheus biunguiculatus (Stimpson, 1860)
- Synalpheus bocas Anker & Tóth, 2008
- Synalpheus bousfieldi Chace, 1972
- Synalpheus brachyceros Nobili, 1906
- Synalpheus bradleyi Verrill, 1922
- Synalpheus brevicarpus (Herrick, 1891)
- Synalpheus brevidactylus Anker & Tóth, 2008
- Synalpheus brevifrons Chace, 1972
- Synalpheus brevispinus Coutière, 1909
- Synalpheus brooksi Coutière, 1909
- Synalpheus carinatus (De Man, 1888)
- Synalpheus carpenteri MacDonald & Duffy, 2006
- Synalpheus chacei Duffy, 1998
- Synalpheus charon (Heller, 1861)
- Synalpheus comatularum (Haswell, 1882)
- Synalpheus corallinus MacDonald, Hultgren & Duffy, 2009
- Synalpheus coutierei Banner, 1953
- Synalpheus cretoculatus Banner & Banner, 1979
- Synalpheus crosnieri Banner & Banner, 1983
- Synalpheus curacaoensis Schmitt, 1924
- Synalpheus dardeaui (Ríos & Duffy, 2007)
- Synalpheus demani Borradaile, 1900
- Synalpheus digueti Coutière, 1909
- Synalpheus disparodigitus Armstrong, 1949
- Synalpheus dominicensis Armstrong, 1949
- Synalpheus dorae Bruce, 1988
- Synalpheus duffyi Anker & Tóth, 2008
- Synalpheus echinus Banner & Banner, 1975
- Synalpheus elizabethae (Ríos & Duffy, 2007)
- Synalpheus filidigitus Armstrong, 1949
- Synalpheus fossor (Paul'son, 1875)
- Synalpheus fritzmuelleri Coutière, 1909
- Synalpheus gambarelloides (Nardo, 1847)
- Synalpheus goodei Coutière, 1909
- Synalpheus gracilirostris De Man, 1910
- Synalpheus haddoni Coutière, 1900
- Synalpheus harpagatrus Banner & Banner, 1975
- Synalpheus hastilicrassus Coutière, 1905
- Synalpheus heardi M. Dardeau, 1984
- Synalpheus hemphilli Coutière, 1909
- Synalpheus herdmaniae Lebour, 1938
- Synalpheus heroni Coutière, 1909
- Synalpheus herricki Coutière, 1909
- Synalpheus hilarulus De Man, 1910
- Synalpheus hoetjesi Hultgren, MacDonald & Duffy, 2010
- Synalpheus huluensi
- Synalpheus idios (Ríos & Duffy, 2007)
- Synalpheus iocasta De Man, 1909
- Synalpheus iphinoe De Man, 1909
- Synalpheus irie MacDonald, Hultgren & Duffy, 2009
- Synalpheus jedanensis De Man, 1909
- Synalpheus kensleyi (Ríos & Duffy, 2007)
- Synalpheus kuadramanus Hultgren, MacDonald & Duffy, 2010
- Synalpheus kusaiensis Kubo, 1940
- Synalpheus lani Hermoso & Alvarez, 2005
- Synalpheus laticeps Coutière, 1905
- Synalpheus lockingtoni Coutière, 1909
- Synalpheus longicarpus (Herrick, 1891)
- Synalpheus lophodactylus Coutière, 1908
- Synalpheus macromanus Edmondson, 1925
- Synalpheus mcclendoni Coutière, 1910
- Synalpheus merospiniger Coutière, 1908
- Synalpheus mexicanus Coutière, 1909
- Synalpheus microneptunus Hultgren, MacDonald & Duffy, 2011[5]
- Synalpheus minus (Say, 1818)
- Synalpheus modestus De Man, 1909
- Synalpheus mortenseni Banner & Banner, 1985
- Synalpheus mulegensis Ríos, 1992
- Synalpheus mushaensis Coutière, 1908
- Synalpheus neomeris (De Man, 1897)
- Synalpheus neptunus (Dana, 1852)
- Synalpheus nilandensis Coutière, 1905
- Synalpheus nobilii Coutière, 1909
- Synalpheus obtusifrons Chace, 1972
- Synalpheus occidentalis Coutière, 1909
- Synalpheus odontophorus De Man, 1909
- Synalpheus orapilosus Hultgren, MacDonald & Duffy, 2010
- Synalpheus otiosus Coutière, 1908
- Synalpheus pachymeris Coutière, 1905
- Synalpheus pandionis Coutière, 1909
- Synalpheus paradoxus Banner & Banner, 1981
- Synalpheus paralaticeps Banner & Banner, 1982
- Synalpheus paraneomeris Coutière, 1905
- Synalpheus paraneptunus Coutière, 1909
- Synalpheus parfaiti (Coutière, 1898)
- Synalpheus paulsoni Nobili, 1906
- Synalpheus paulsonoides Coutière, 1909
- Synalpheus pectiniger Coutière, 1907
- Synalpheus peruvianus Rathbun, 1910
- Synalpheus pescadorensis Coutière, 1905
- Synalpheus plumosetosus MacDonald, Hultgren & Duffy, 2009
- Synalpheus pococki Coutière, 1898
- Synalpheus quadriarticulatus Banner & Banner, 1975
- Synalpheus quadrispinosus De Man, 1910
- Synalpheus quinquedens Tattersall, 1921
- Synalpheus rathbunae Coutière, 1909
- Synalpheus readi Banner & Banner, 1972
- Synalpheus recessus Abele & Kim, 1989
- Synalpheus redactocarpus Banner, 1953
- Synalpheus regalis Duffy, 1996
- Synalpheus riosi Anker & Tóth, 2008
- Synalpheus ruetzleri MacDonald & Duffy, 2006
- Synalpheus sanctithomae Coutière, 1909
- Synalpheus sanjosei Coutière, 1909
- Synalpheus sanlucasi Coutière, 1909
- Synalpheus saving
- Synalpheus scaphoceris Coutière, 1910
- Synalpheus sciro Banner & Banner, 1975
- Synalpheus senegambiensis Coutière, 1908
- Synalpheus septemspinosus De Man, 1910
- Synalpheus sladeni Coutière, 1908
- Synalpheus somalia Banner & Banner, 1979
- Synalpheus spinifrons (H. Milne-Edwards, 1837)
- Synalpheus spiniger (Stimpson, 1860)
- Synalpheus spongicola Banner & Banner, 1981
- Synalpheus stimpsoni (De Man, 1888)
- Synalpheus streptodactylus Coutière, 1905
- Synalpheus stylopleuron Hermoso Salazar & Hendrickx, 2006
- Synalpheus superus Abele & Kim, 1989
- Synalpheus tenuispina Coutière, 1909
- Synalpheus thai Banner & Banner, 1966
- Synalpheus theano De Man, 1910
- Synalpheus thele MacDonald, Hultgren & Duffy, 2009
- Synalpheus tijou Banner & Banner, 1982
- Synalpheus townsendi Coutière, 1909
- Synalpheus triacanthus De Man, 1910
- Synalpheus tricuspidatus (Heller, 1861)
- Synalpheus tridentulatus (Dana, 1852)
- Synalpheus trispinosus De Man, 1910
- Synalpheus triunguiculatus (Paul'son, 1875)
- Synalpheus tropidodactylus Banner & Banner, 1975
- Synalpheus tumidomanus Paulson, 1875
- Synalpheus tuthilli Banner, 1959
- Synalpheus ul (Ríos & Duffy, 2007)
- Synalpheus wickstenae Hermoso Salazar & Hendrickx, 2006
- Synalpheus williamsi Ríos & Duffy, 1999
- Synalpheus yano (Ríos & Duffy, 2007)